# Императорский Томский университет
Импера́торский То́мский (до 1888 года Сибирский) университе́т (ИТУ, в 1888—1917 годах) — первый университет на территории Сибири, основанный Высочайшем повелением императора Александра II об открытии университета в Томске в 1878 году, согласно проекту, разработанному профессором и организатором образования Василием Марковичем Флоринским при участии ряда учёных и общественных деятелей.

## Императорский Сибирский университет 1878-1888

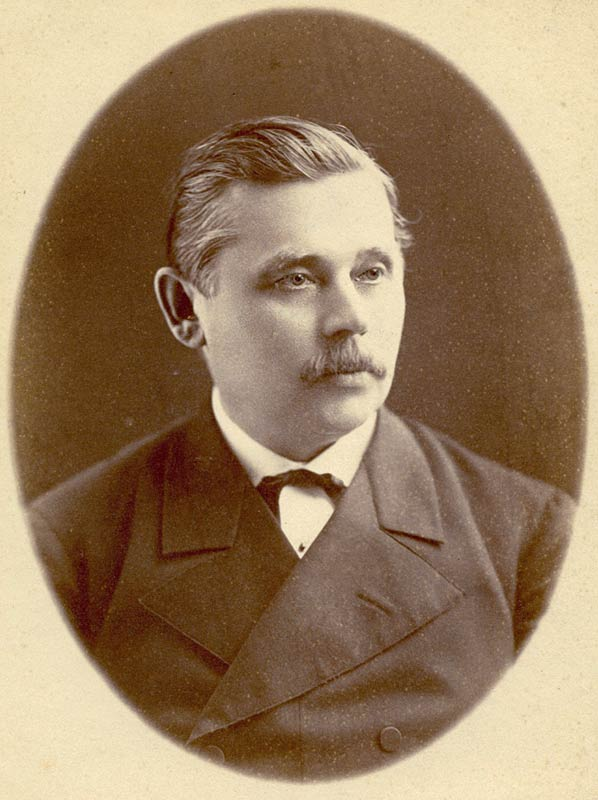
Фотография В. М. Флоринского

Изначально идея создания университета в Сибири возникла ещё в начале XIX века, и несколько сибирских городов, включая Иркутск, Красноярск и Омск, боролись за право его размещения. Главными претендентами на строительство стали Омск и Томск. В 1875 году генерал-губернатор Западной Сибири Николай Казнаков сначала поддержал Томск, но через несколько месяцев изменил своё решение, предложив перенести строительство в Омске. Однако решающую роль в изменении этого решения сыграли экономические факторы, а также активная позиция представителей Томска. Купец Захарий Михайлович Цибульский настоятельно отстаивал Томск как наиболее подходящее место. Также большое влияние оказал профессор Василий Флоринский, который возглавил специальную комиссию по выбору города. Он провёл всесторонний анализ инфраструктуры, транспортных возможностей и социальной поддержки, после чего убедил столичные власти, что Томск лучше соответствует требованиям для университета. В итоге комиссия пришла к выводу, что именно Томск является наилучшим местом для обучения и научных исследований в Сибири.

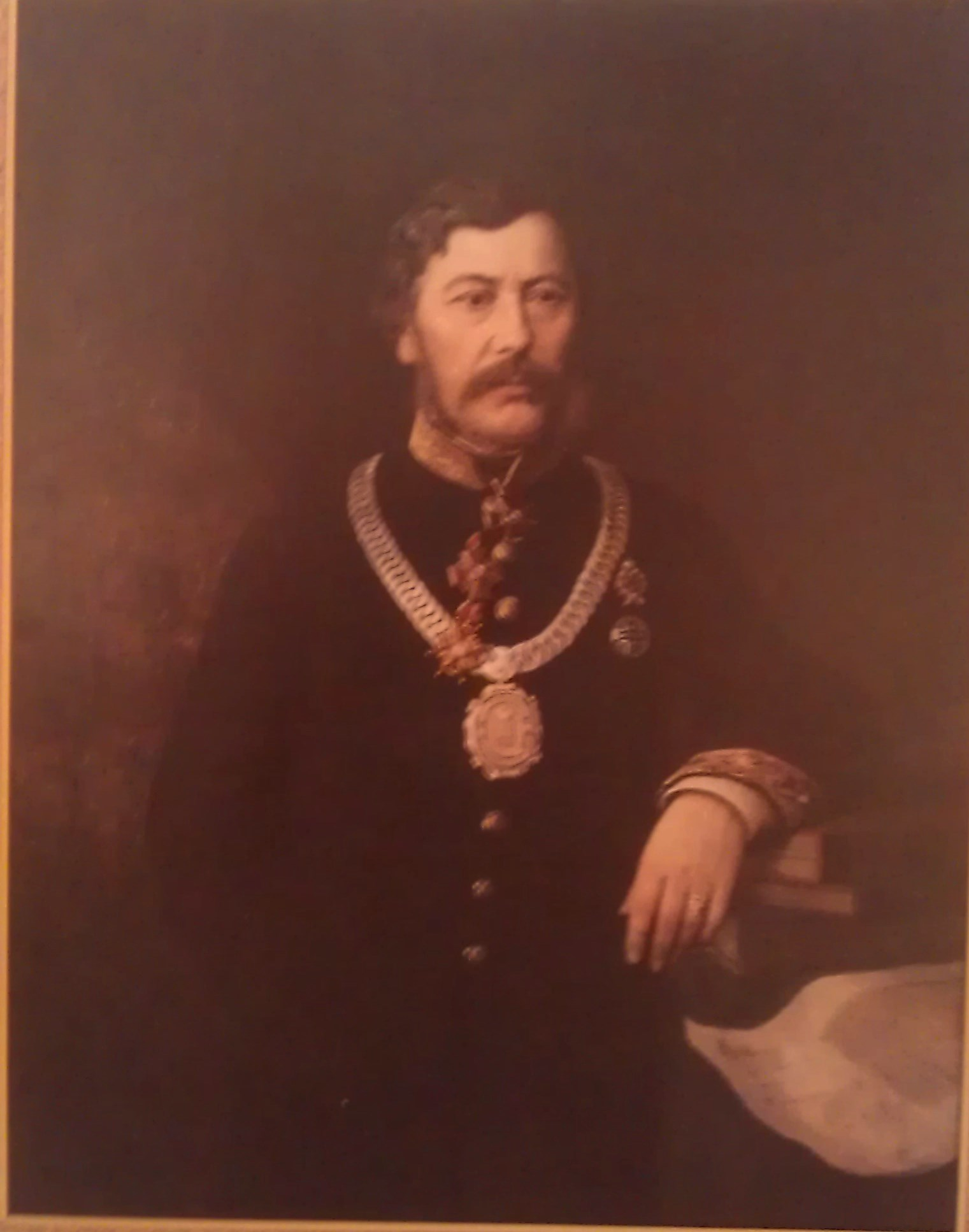
Портрет
З. М. Цибульского

В марте 1880 г. был создан строительный комитет во главе с томским губернатором Василием Ивановичем Мерцаловым. В состав строительного комитета  как представитель от Министерства народного просвещения с особыми полномочиями «для руководства и наблюдения за приспособлениями созидаемых зданий к учебным потребностям» входили учёный Дмитрий Менделеев и профессор Василий Флоринский, который стал попечителем вновь созданного Западно-Сибирского учебного округа (1885—1898) и осуществлял общее руководство созданием университета. Строительство главного корпуса было осуществлено по проекту петербургского академика архитектуры Александра Константиновича Бруни, творчески воплощённом томским архитектором Павлом Петровичем Нарановичем. Строительство главного корпуса было закончено в 1884 году.

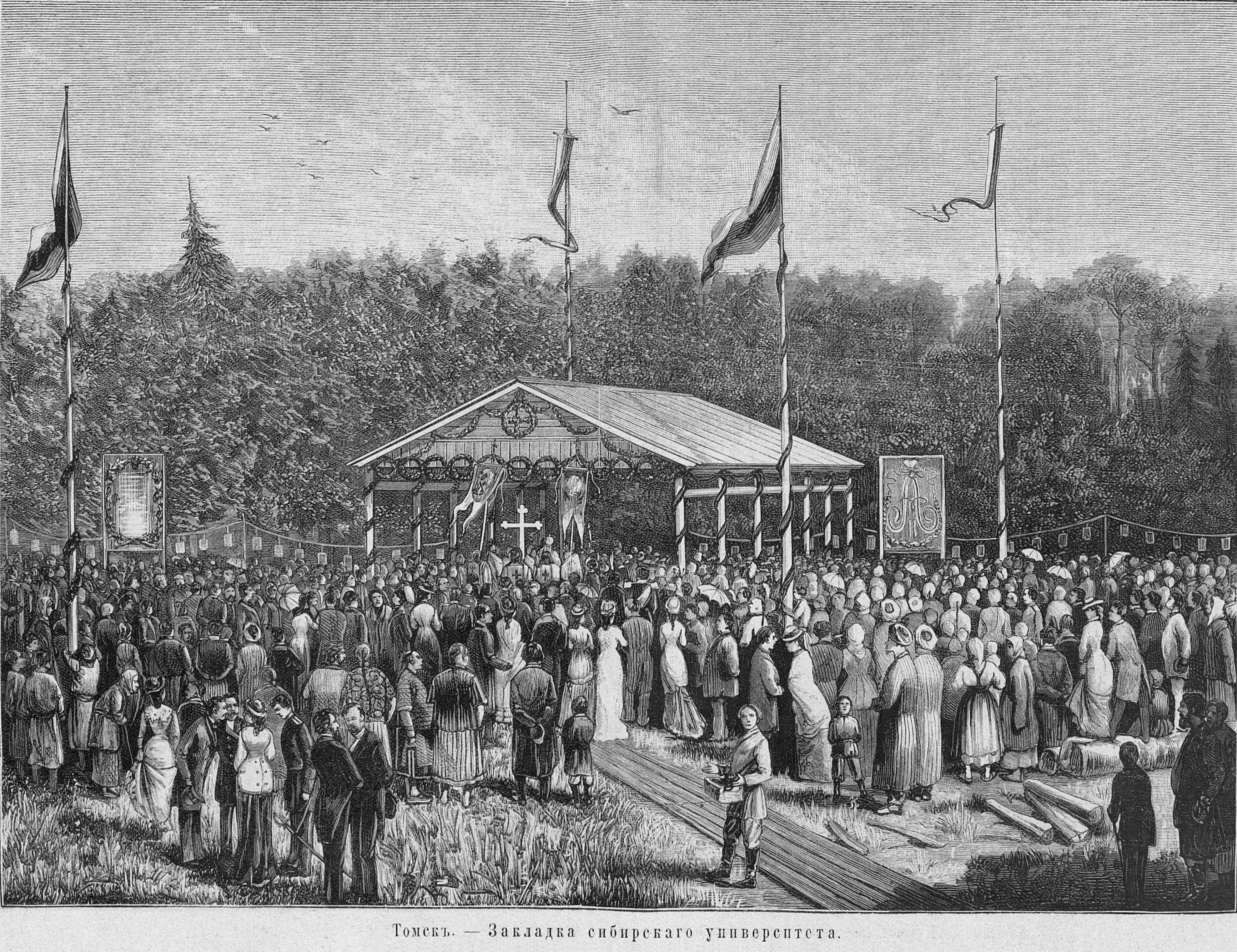
Церемония закладки университета в 1880 году

Намерение правительства открыть университет нашло широкую поддержку у крупных русских промышленников: первым жертвователем выступил Павел Григорьевич Демидов (первоначальный взнос в 100 000 рублей ко дню закладки университета с приростом банковских процентов достиг 182 000 рублей), крупнейшие взносы сделали Александр Михайлович Сибиряков — 169 000 рублей, Захарий Цибульский — 158 000 рублей (ещё 18 000 рублей на стипендии студентам). Остальные вклады были значительно меньше — 30 000 рублей от Томской городской думы, 10 000 рублей от коммерции-советника А. К. Трапезникова (жившего в Москве), 3000 рублей от барнаульского купца Д. Н. Сухова, 2500 рублей от московского купца Василия Сабашникова, по 1000 рублей от бийского купца А. В. Соколова, от Я. А. Немчинова, от мещанина Кулакова из Кяхты; при закладке университета городскими обществами Барнаульским, Бийским, Семипалатинским и Минусинским было пожертвовано по 1000 рублей, остальные вклады измерялись сотнями рублей. В дальнейшем томские купцы активно жертвовали средства на Университет. Так, в 1898 году, желая отметить 25-летнюю службу своего московского доверенного П. В. Верхоланцева, Кухтерины учредили в Томском университете стипендию его имени и внесли в фонд стипендии 6000 рублей.

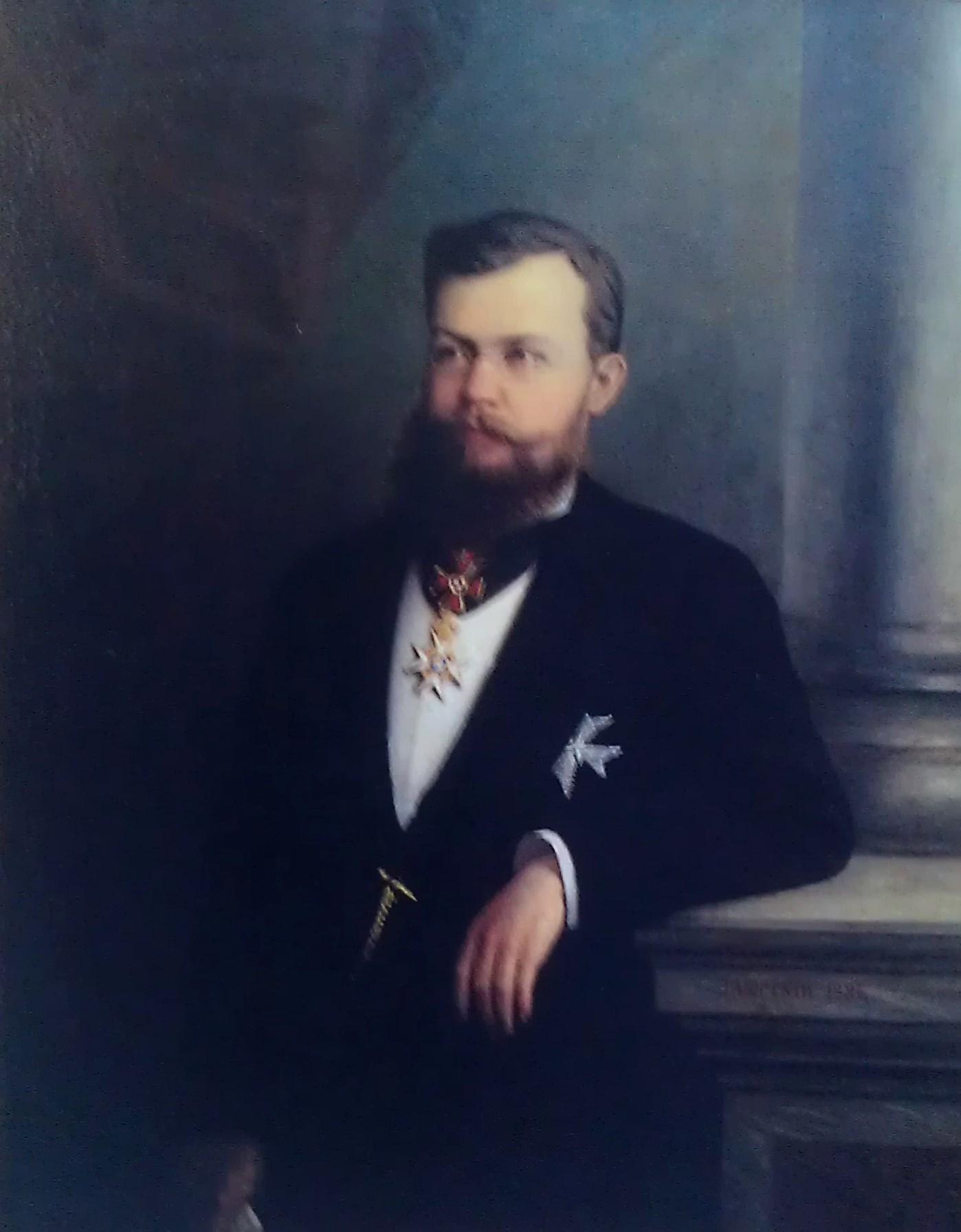
Портрет
А. М. Сибирякова

Недостаточное финансирование вызывало задержку открытия университета и давало аргументы его противникам. Так, Константин Петрович Победоносцев докладывал императору Александру III: «Мысль об учреждении университета в Сибири (возникшую в период совершенного оскудения и падения наших университетов) я с самого начала называл несчастною и фальшивою; но сначала не хотели меня и слушать, а потом хотя и соглашались со мной, но возражали: „Что же делать? Правительство зашло уже слишком далеко; им обещано; приняты значительные пожертвования на сумму до 900 т.р.; построен большой дом; все готово; нельзя идти назад“. <…> Каких профессоров достанут в Сибири, когда и для здешних университетов не знают, где достать серьезных и надежных людей, особливо юристов? <…> Общество томское состоит из всякого сброда; можно только представить, как оно воздействует на университет и как университет на нём отразится». Однако исключительно благодаря твёрдой позиции министра народного просвещения Российской империи Ивана Давыдовича Делянова было принято высочайшее решение в пользу

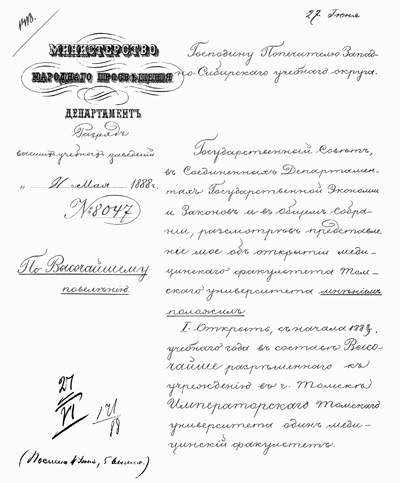
Распоряжение МНП об открытии медицинского факультета Императорского Томского университета

безусловного открытия университета в Томске.
Университет открылся в составе 8 профессоров, 7 консерваторов и лаборантов, 72 студентов и 2 вольнослушателей; ему было предоставлено право приёма в студенты и воспитанников духовных семинарий, которые не имели права перехода в другие университеты. Для студентов было устроено при университете общежитие.
Из Казани прибыл Порфирий Никитич Крылов (1885), приглашённый по инициативе Флоринского на должность учёного садовника университета. Он стал хранителем ботанического
кабинета, заложил первый в Сибири ботанический сад, включая Университетскую рощу, а также приступил к созданию гербария.

### Университетский устав 1884 года
Устав 1884 года вызвал в Томском университете серьезное недовольство как среди профессуры, так и среди студентов. Для преподавателей он означал жесткое ограничение академической свободы и вмешательство государства в внутренние дела университета: назначение ректора и деканов сверху, строгий контроль над учебными программами и ограничение самостоятельности университетских советов воспринимались как ущемление профессиональных прав и научной независимости. Многие профессора, ориентированные на либеральные идеалы, выражали протесты и критиковали устав за усиление авторитаризма и подавление инициативы.
Студенческое сообщество реагировало на устав с тревогой и недовольством. Ограничение студенческих организаций, запрет на некоторые формы самоуправления и ужесточение дисциплинарных мер воспринимались как попытка подавления студенческого движения и лишения возможности выражать свои позиции. В Томске, где уже кипели политические настроения конца XIX века, эти меры лишь усугубили напряженность. Некоторые студенты выступали с протестами, обращались к педагогам с просьбами о защите, и отмечались случаи согласованных акций в знак протеста против ограничений, введенных уставом.

## Императорский Томский университет 1888-1917
В мае 1888 года постановлением Министерства народного просвещения Сибирский Императорский университет переименован в Императорский Томский университет.

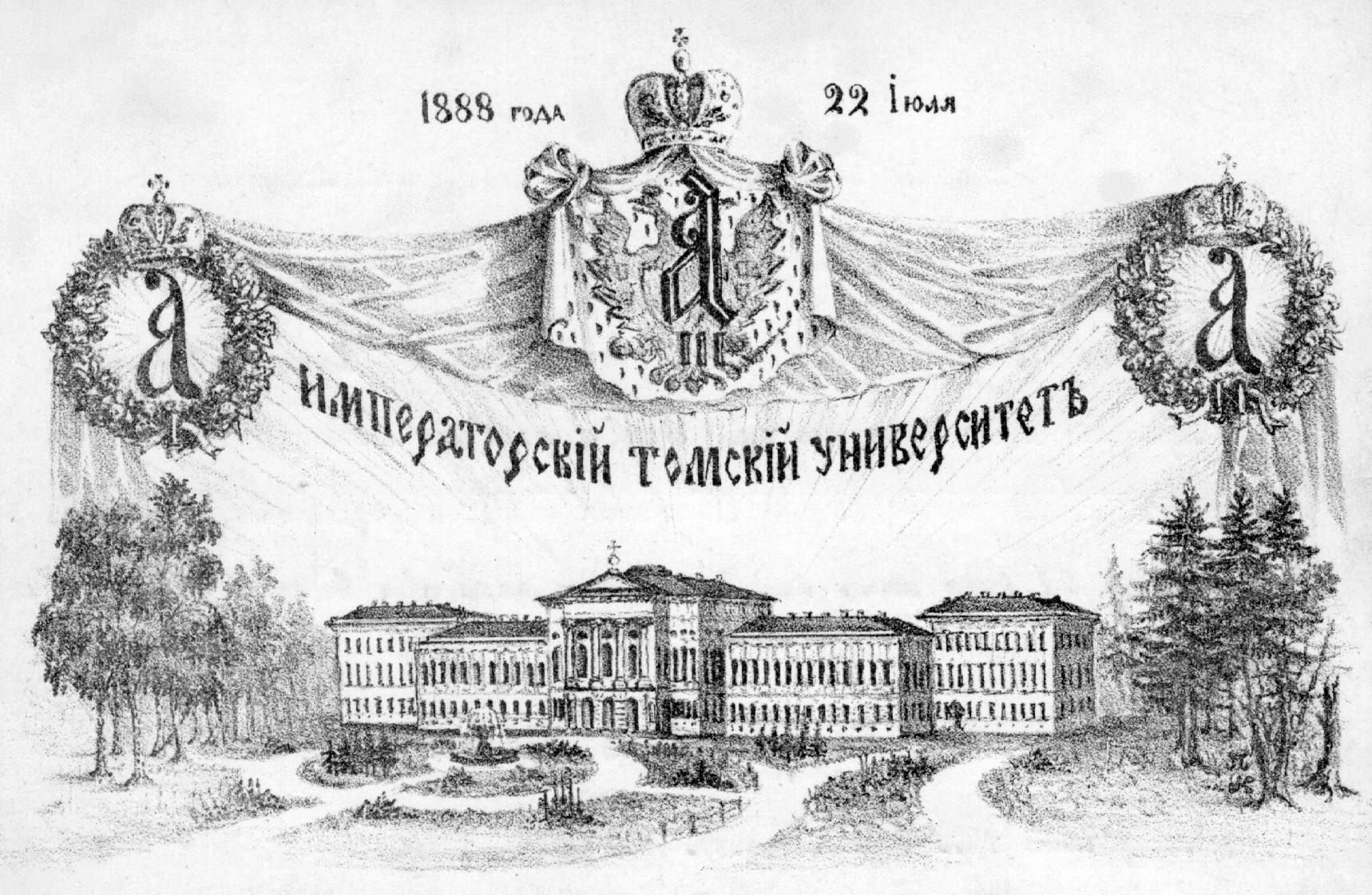

Летом 1888 г. в Томск приехали первые преподаватели, чтобы с осени начать занятия со студентами. Первыми профессорами стали: Николай Александрович Гезехус (кафедра физики и физической географии), Эдуард Александрович Леман (кафедра фармации и фармакологии), Станислав Иосифович Залесский (ветеринария),Сергей Иванович Коржинский (ботаника), Алексей Михайлович Зайцев (кафедра минералогии и геологии), Николай Михайлович Малиев (анатомия), Александр Станиславович Догель (гистология). Позже (1889) в Томск приехал приват-доцент Харьковского университета Николай Феофанович Кащенко.
В 1889 году профессорский корпус университета пополнили: В. Н. Великий (кафедра физиологии), Ф. Я. Капустин (кафедра физики), Д. Н. Беликов (кафедра богословия), К. Н. Виноградов (кафедра патологической анатомии),Э. Г. Салищев (кафедра оперативной хирургии), А. П. Коркунов (кафедра частной патологии и терапии), М. Г. Курлов (кафедра врачебной диагностики), П. М. Альбицкий (кафедра общей патологии), А. И. Судаков (кафедра гигиены), Н. А. Рогович (кафедра хирургической патологии и терапии). В последующие годы к ним присоединились: П. В. Буржинский (кафедра фармакологии), И. Н. Грамматикати (кафедра акушерства и гинекологии) и Ф. А. Ерофеев (кафедра офтальмологии). А. В. Репрев возглавил после перевода в Петербург П. М. Альбицкого кафедру общей патологии, М. Ф. Попов (кафедра судебной медицины).
Занятия начались 1 (13) сентября 1888 года лекцией профессора Сергея Ивановича Коржинского «Что такое жизнь?»

В 1885 году в усадьбе Университета был устроен первый в Томске водопровод по проекту инженера Николая Амандовича Ренкуля, производительностью до 10 тыс. вёдер, а также фонтан с бассейном. Источниками воды служили ключи на склоне террасы в Университетской роще.

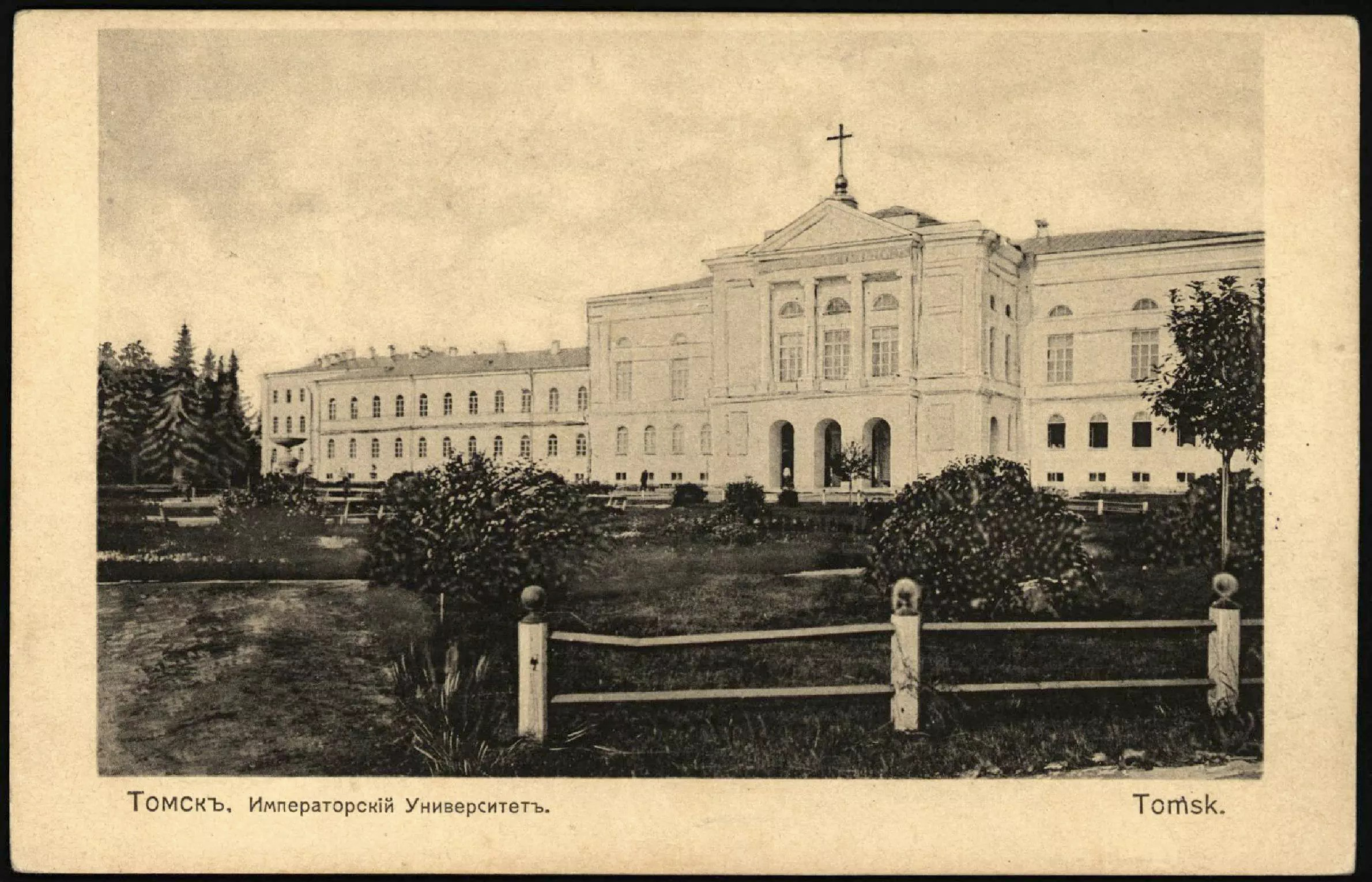
Открытка с Императорским университетом

В 1898 году Фортунат Гут составил проект операционного зала, который был простроен лишь в 1911 году Андреем Крячковым. Последним была также произведена перестройка 3-х деревянных «бараков» клиник в каменные.

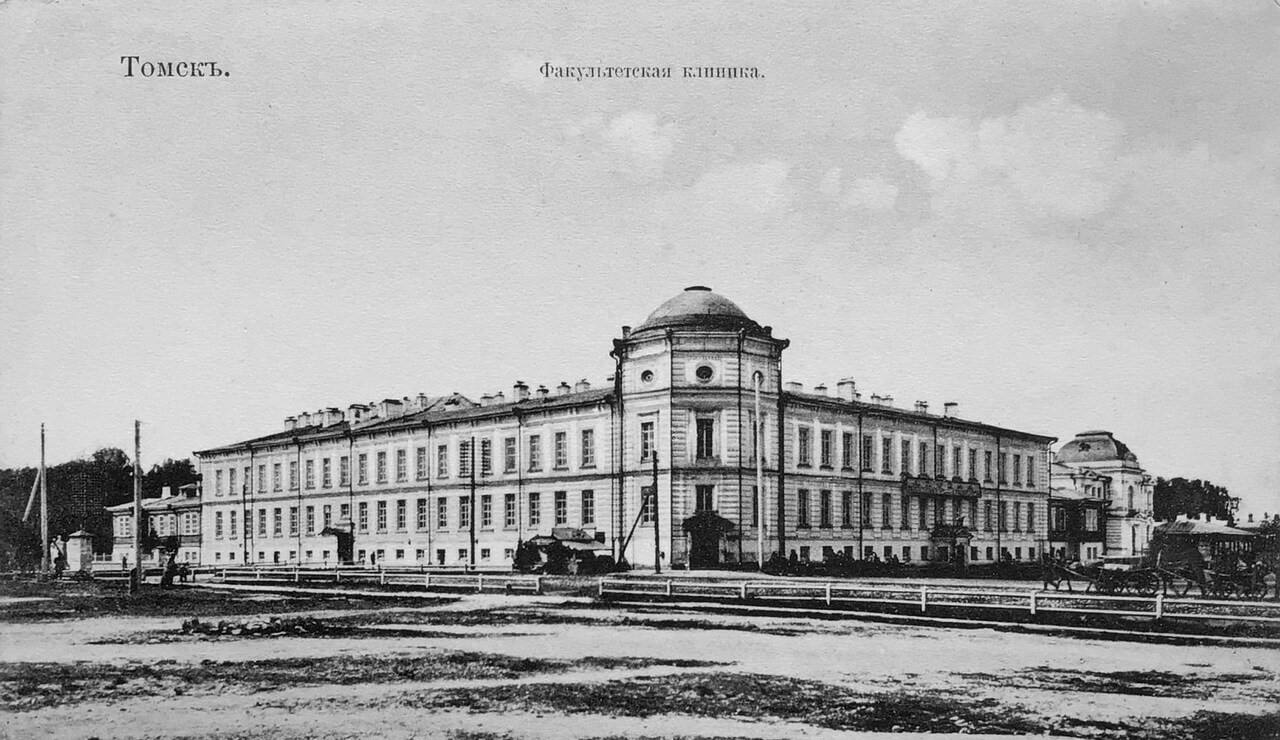
Факультетские клиники. Томск.

В 1907 году был построен Анатомический театр

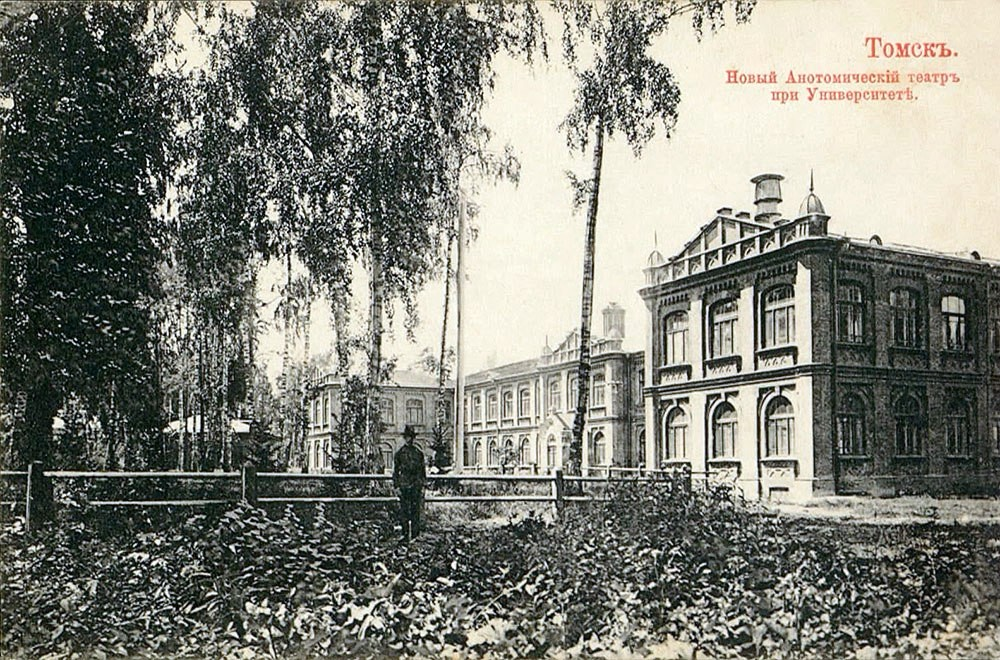
Анатомический театр. Томск

Первый набор — 72 человека, первый выпуск — 31 врач, 16 из которых получили дипломы с отличием, состоялся в декабре 1893 года. Среди первых выпускников — известные впоследствии специалисты, такие как Алексей Александрович Кулябко, Павле Васильевич Бутягин и др.
В период революционных событий 1905 года Томский университет оказался в центре социального и политического напряжения. Студенты и рабочие активно участвовали в протестах, в частности, 18 (31) января 1905 года была организована демонстрация памяти жертв «Кровавого воскресенья», в которой приняли участие более 300 человек. После столкновения с полицией произошла перестрелка, в результате которой погибли и были ранены люди, а сотни участников были арестованы. В течение 1905 года занятия в университете и технологическом институте неоднократно прерывались из-за забастовок и протестов студентов, что привело к временному закрытию учебных заведений до осени.
В 1912—1914 годах было построено здание Научной библиотеки по проекту архитекторов Андрея Дмитриевича Крячкова и Льва Петровича Шишко.
В конце XIX — начале XX века преподавательский состав университета был следующим: ректор, профессор богословия, на медицинском факультете — 11 ординарных профессоров, 12 экстраординарных профессоров, 11 приват-доцентов, прозекторов, лаборантов и т. д., на юридическом факультете — два ординарных профессора, четыре экстраординарных профессора, два приват-доцента. Численность студентов (на 1 января 1897): 446 чел., фармацевтов — 9 и посторонних слушателей — 3 чел. (в том числе из духовных семин
арий—  353 чел.). При университете действовали физический, минералогический, ботанический кабинеты, кабинеты общей химии, нормальной анатомии, гистологический, физиологический, фармацевтический, гигиенический кабинеты, кабинеты медицинской химии, общей патологии, фармакологии, судебной медицины, патологической анатомии, оперативной хирургии; ботанический сад; зоологический институт; терапевтическая, хирургическая, нервная, офтальмологическая, акушерская, детская, дерматологическая, госпитально-хирургическая, госпитально-терапевтическая клиники; клиническая аптека, Музей археологии и этнографии, Общество естествоиспытателей и врачей. Фонд библиотеки составлял около 100 тыс. томов. На содержание Томского университета в 1896 году из сумм государственного казначейства было отпущено 235 тыс. рублей.
Всего за дореволюционный период (1888—1917) университет выпустил 1584 медика и 240 юристов.
После Февральской революции в 1917 году университет лишился статуса «императорского», став просто Томским университетом.

## Факультеты Императорского Томского университета
Постановление Государственного совета Российской империи от 16 (28) мая 1878 года предписывало создание университета в составе четырёх факультетов:
- историко-филологического
- физико-математического
- юридического
- медицинского

Из-за острого кадрового дефицита квалифицированных преподавателей в отдалённой Сибири сформировать полноценные отделения не представлялось возможным. Медицину сначала решили развивать как основное направление. Из-за этого университет начал действовать только 22 июля (3 августа) 1888 года в составе единственного факультета — медицинского. Юридический факультет университета открылся только 10 (22) октября 1898 года.

## Бактериологический институт имени Ивана и Зинаиды Чуриных
Основная статья: Бактериологический институт

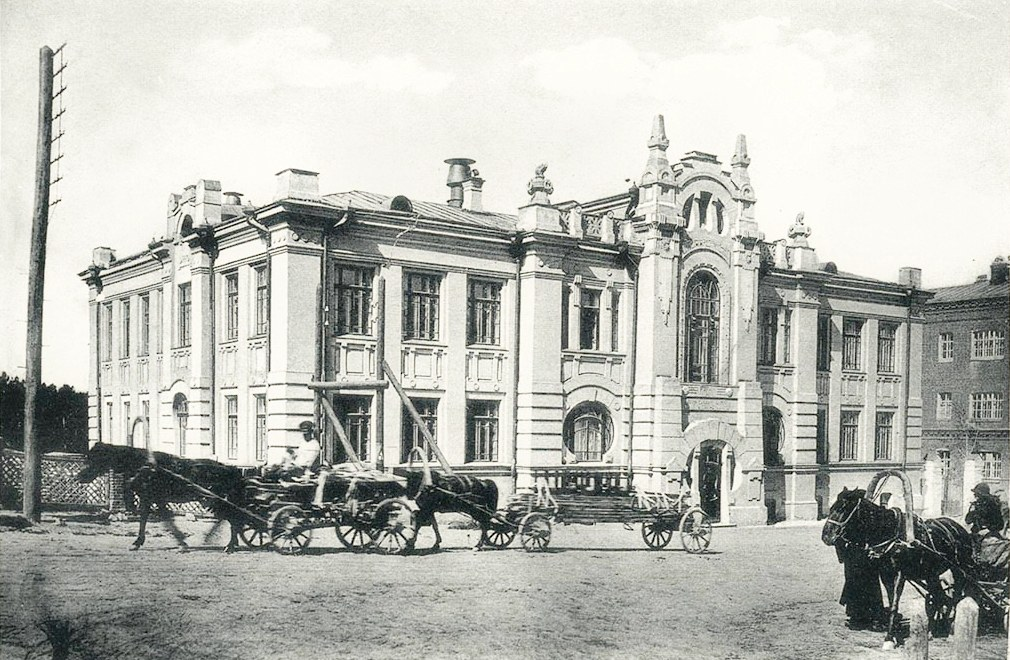
Бактериологический институт. Томск.

Профессор Императорского Томского университета Михаил Курлов осенью 1894 году привез с медицинского гигиенического конгресса в Будапеште два флакона противодифтерийной сыворотки, произведенной во Франции. В Томске он совместно с профессором Александром Судаковым попытался наладить производство сыворотки на базе университета. Однако средства на это были весьма ограничены.
С помощью привезенной сыворотки Курлову удалось спасти дочь писателя Николая Ивановича Наумова, умиравшей от тяжелой формы дифтерии. В благодарность Наумов свел его с бывшим управляющим Томским отделением Сибирского торгового банка Валерианом Тимофеевичем Зиминым, который в 1896 году получил в наследство от своей сестры Зинаиды Тимофеевны Чуриной (жены Иркутского купца Ивана Яковлевича Чурина) большую сумму денег.

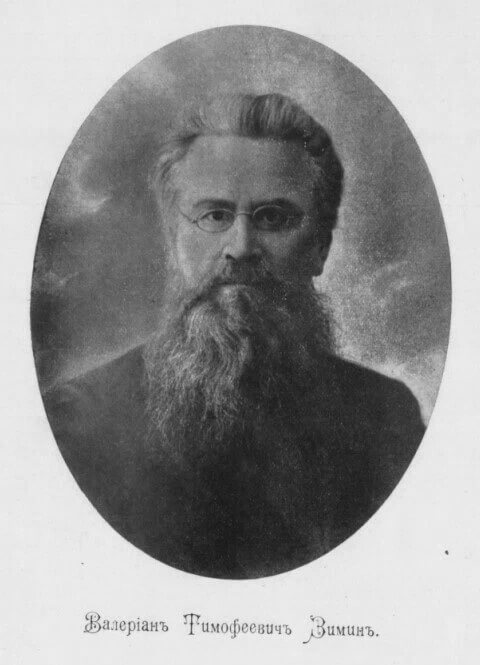
Портрет Валериана Тимофеевича Зимина

Идея Курлова с организацией бактериологического института для выпуска вакцин и сывороток заинтересовала Зимина. Он съездил в Иркутск и, убедившись в невозможности открытия подобного заведения в родном городе, в 1897 году предложил благотворительный дар Императорскому Томскому университету.
Бумажная волокита по перечислению денег длилась почти 5 лет и закончилась только 15 (28) мая 1902 года. Всего университет получил от Зимина на организацию уникального для России Бактериологического института капитал на сумму в 103.466,24 рублей.
Институт должен был производить пастеровские прививки против собачьего бешенства, противодифтерийную сыворотку, противострептококковую сыворотку, вакцину от оспы. Заведывание институтом предполагалось передать доценту университета Павлу Васильевичу Бутягину, а пастеровское отделение доктору Болеславу Ивановичу Вендеру. Содержать институт планировалось на проценты от оставшихся денег Зимина, доходы от продажи препаратов, пособие от университета, особые ассигнации от министерства внутренних дел за бесплатное пользование препаратами от собачьего бешенства для укушенных жителей Томской, Тобольской, Иркутской и Енисейской губерний, а также Акмолинской области.
Все вопросы со строительством по поручению медицинского факультета университета должна была решать комиссия в составе профессоров Курлова, Коркунова и Судакова.
Здание института решено было строить в виде отдельного корпуса рядом с Томским университетом. Проект на его постройку был одобрен Губернским управлением 25 июля (7 августа) 1903 года. Согласно смете, проверенной и исправленной младшим инженером Андреем Дмитриевичем Крячковым, стоимость здания была оценена в 72.524,80 рубля. Однако позже проект был полностью переработан гражданским инженером Фортунатом Фердинадовичем Гутом. Причиной этого стало желание мецената устроить более красивое здание на видном месте. По новому проекту оно размещалось непосредственно на Большой Садовой улице, а его фасад, выполненный в стиле модерн, стал более выразительным. Цена постройки также выросла более чем на 80.000 рублей.
Строительство планировалось начать весной 1904 года. Были заготовлены материалы, но возникли проблемы с поиском желающих. Официальная закладка состоялась только 24 июля (6 августа) 1904 года, а уже к 18 сентября (1 октября) были возведены фундамент, стены и крыша. Технический надзор строительства вели Гут и Крячков. К концу лета 1906 года были завершены не только строительные работы, но и институт был оборудован мебелью и всеми необходимыми приборами.
К 19 августа (1 сентября) 1906 года заработала пастеровская станция. В благодарность о меценатах институт получил название «Бактериологический институт имени Ивана и Зинаиды Чуриных».

## Библиотека Императорского Томского университета

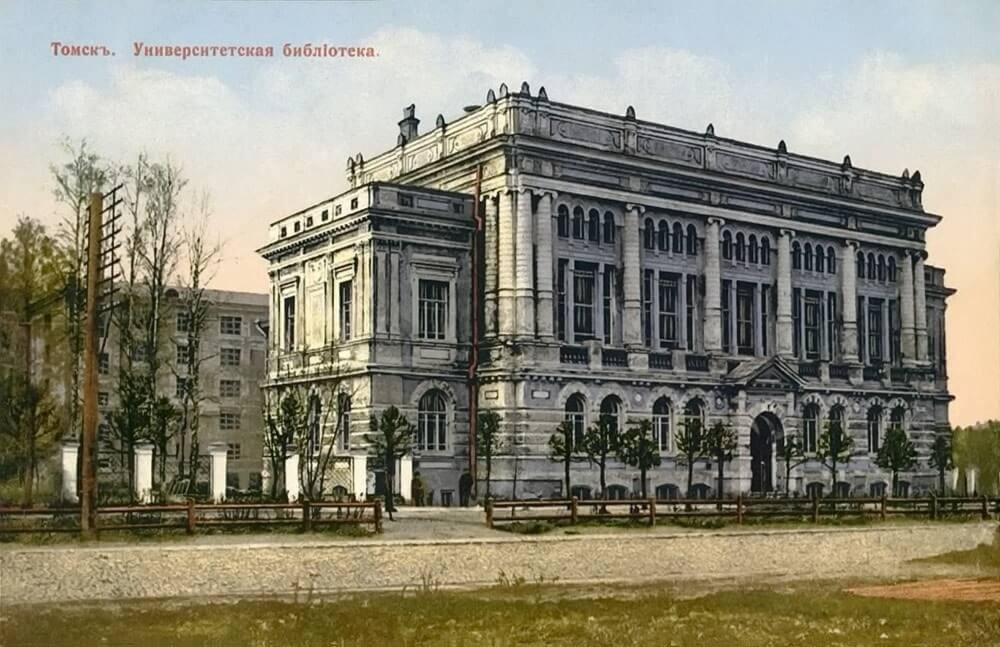
Научная библиотека при Императорском университете. Томск

Фонды библиотеки Императорского Томского университета начали формироваться за долго до ее открытия. В 1879 г. член Государственного совета граф Александр Григорьевич Строганов пожертвовал для нее 7.523 наименований книг в 22.626 томах. Дар оценивался в сумму 300.000 рублей. В этом же году коллекция книг расширилась 5.000 томами книг, подаренными князем Сергеем Михайловичем Голицыным. Дальнейшие пополнения фондов были не столь масштабные, но регулярные. Основными их источниками были пожертвования (от нескольких книг до целых библиотек) и приобретения. К моменту открытия университета в 1888 г. фонды насчитывали порядка 96.000 томов.
Первоначально библиотека занимала помещение по обе стороны от вестибюля в центральной части главного здания университета и разделялась на 3 отделения: иностранное, русское, медицинское. Здесь же находилась канцелярия библиотеки и читальный зал, кладовая размещалась в подвале. Общая площадь библиотеки составляла 252,59 кв. сажень. К 1901 г. читальный зал был переведен в помещение, занимаемое ранее залом Совета, канцелярии предоставлено отдельное помещение, добавилась галерея с новыми книгами и расширился подвал для периодических изданий и склада книг.
9 (22) декабря 1900 года Совет университета избрал комиссию для обсуждения постройки нового здания в составе Судакова, Базанова, Великого, Соболева, Курлова, Гута и Кузнецова. Ей было принято решение построить самостоятельное каменное двухэтажное с подвалом здание по подобию библиотеки Московского университета. Вместимость книгохранилища должна была составить 350.000 томов. Местом для библиотеки был выбран участок по Садовой улице в 10 саженях от северного фасада общежития университета. Гражданский инженер Александр Эдуардович Сабек составил проект и смету на сумму 293.599,79 рублей, которые одобрил (после небольшой доработки и дополнения) архитектор Западно-Сибирского учебного округа Фортунат Фердинандович Гут. 25 декабря 1903 года (7 января 1904) они были представлены попечителю Западно-Сибирского учебного округа. Однако в министерстве в ближайшую очередь было поставлено строительство госпитальных клиник, а не библиотеки, строительство которых также задерживалось из-за Русско-Японской войны. Вопрос оставался открытым до 1907 года, когда ректору университета Василию Васильевичу Сапожникову сообщили в министерстве, что смету с проектом взял и обратно не вернул управляющий Императорской публичной библиотеки.
4 (17) октября 1907 года Совет университета в составе Курлова, Базанова, Соболева, с присоединившимися Степаном Петровичем Мокринским и Михаилом Фёдоровичем Поповым, решил пересмотреть прежний проект ввиду изменившихся условия и добавить в план актовый зал, вестибюль и несколько кабинетов для занятий профессоров. Зал планировалось использовать для торжественных мероприятий, чтения лекций, заседаний научных обществ и защиты диссертаций.
Новый проект и смету на сумму 323.033,61 рублей. составил архитектор Западно-Сибирского учебного округа, гражданский инженер Андрей Дмитриевич Крячков. 24 июня (7 июля) 1908 года они были представлены правлением университета попечителю Западно-Сибирского учебного округа. Министерство финансов согласилось выделить эту сумму, однако Государственный контроль отказал, находя эту постройку несвоевременной. На повторную просьбу Министерства народного просвещения Государственный контроль в 1909 году согласился выделить средства, но с требованием пересмотра сметы в сторону ее уменьшения. В 1910 году на постройку здания был выделен первый кредит в размере 100.000 рублей, а проект и смета переданы строительному комитету министерства народного просвещения для коррекции стоимости. Последний признал, что понизить стоимость строительства путем исправления проекта А.Д. Крячкова невозможно и поручил архитектору департамента народного просвещения, гражданскому инженеру Льву Петровичу Шишко составить новый проект здания библиотеки с актовым залом.
9 (22) декабря 1910 года новый проект здания и смета были представлены строительному комитету, а 17 (30) июня 1911 года утверждены после доклада Шишко. Сумма строительства по новой смете составила 286.703,44 рублей. 23 июня (6 июля) 1911 года заключение строительного комитета подписал министр народного просвещения, а 11 июля (24 июля) этого же года план и смета переданы в Западно-Сибирский учебный округ.
Контролировать строительство здания был назначен архитектор университета, гражданский инженер Федор Андреевич Черноморенко (в конце 1913 г. его сменил на должности Яков Яковлевич Родюков). Подряд на строительные работы выиграл крестьянин Оренбургской губернии Сергей Прохоров, обустройство центрального парового отопления и вентиляции — контора «Т. Годлевский и Ко», электрическое освещение – Екатеринбургское отделение акционерного общества «Сименс- Шукерт» (Сименс и Гальске), книжные шкафы — акционерное общество «Артур Коппель».
1 (14) мая 1912 года состоялась торжественная закладка здания и молебен, проведенный настоятелем университетской церкви Яковом Яковливечем Галаховым.
Строительство велось 2,5 года. В ходе него был внесен ряд изменений в проект Шишко (железобетонные стропильные фермы с устройством нижней плиты вместо железобетонных балок, железобетонные колонны в подвальном этаже вместо кирпичных столбов, железные лестницы в книгохранилище вместо каменных, железобетонные перекрытия вместо кирпичных сводов и др.). В Томске не нашлось мастеров по лепнине. Из-за этого подрядчику пришлось нанимать итальянца на Дальнем Востоке и пересчитывать стоимость работ уже по факту. Из-за этого финальная смета превысила расчетную на 36.208,50 рублей.
22 ноября (5 декабря) 1914 года строительная комиссия произвела окончательное освидетельствование выстроенного здания и передачу его в ведение правления университета. Перенос книг в новое книгохранилище был выполнен еще до завершения строительства в июле 1914 г.

## Церковь Томского университет
Основная статья: Домовая церковь Воздвижения Креста Господня

## Типография Императорского Томского университета
Императорский Томский университет с самого начала издавал собственные научные труды и издания, включая журналы и «Известия Императорского Томского университета», печатавшиеся с 1889 года. Для этих целей использовались типографские мощности города, включая типографию «Сибирского вестника», где в 1889 году была издана книга «Первый университет в Сибири». Благодаря поддержке сибирского купечества и Министерства народного просвещения университет развивал собственную издательскую и научную деятельность, обеспечиваемую местной типографией и полиграфией.
Газета  «Известия Императорского Томского университета» была закрыта в 1917 году.

## Общежития Императорского Томского университета

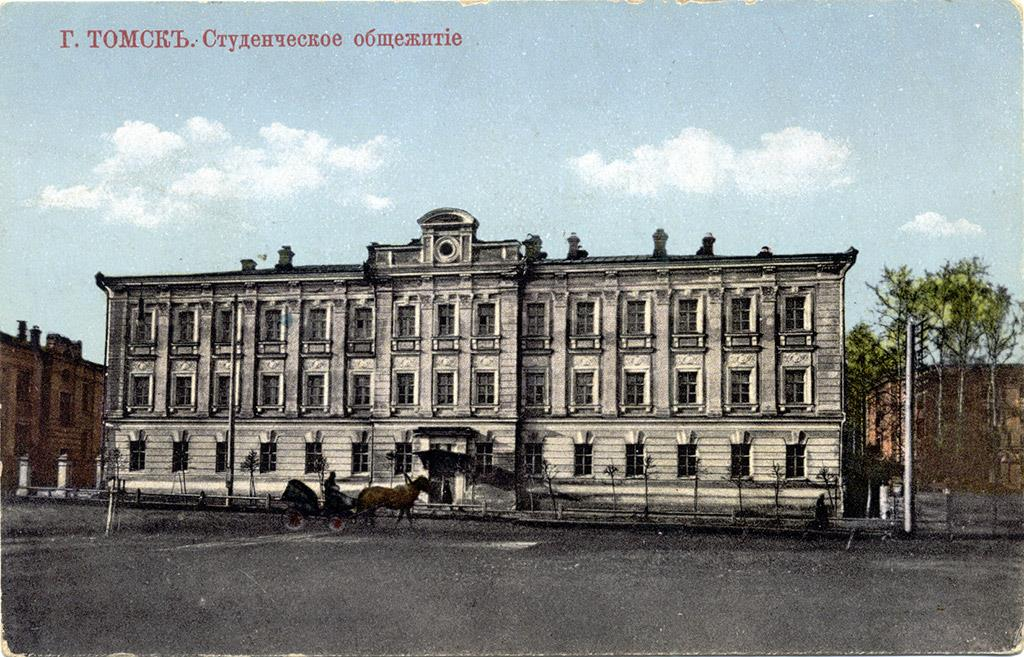
Перестроенное первое здание общежития

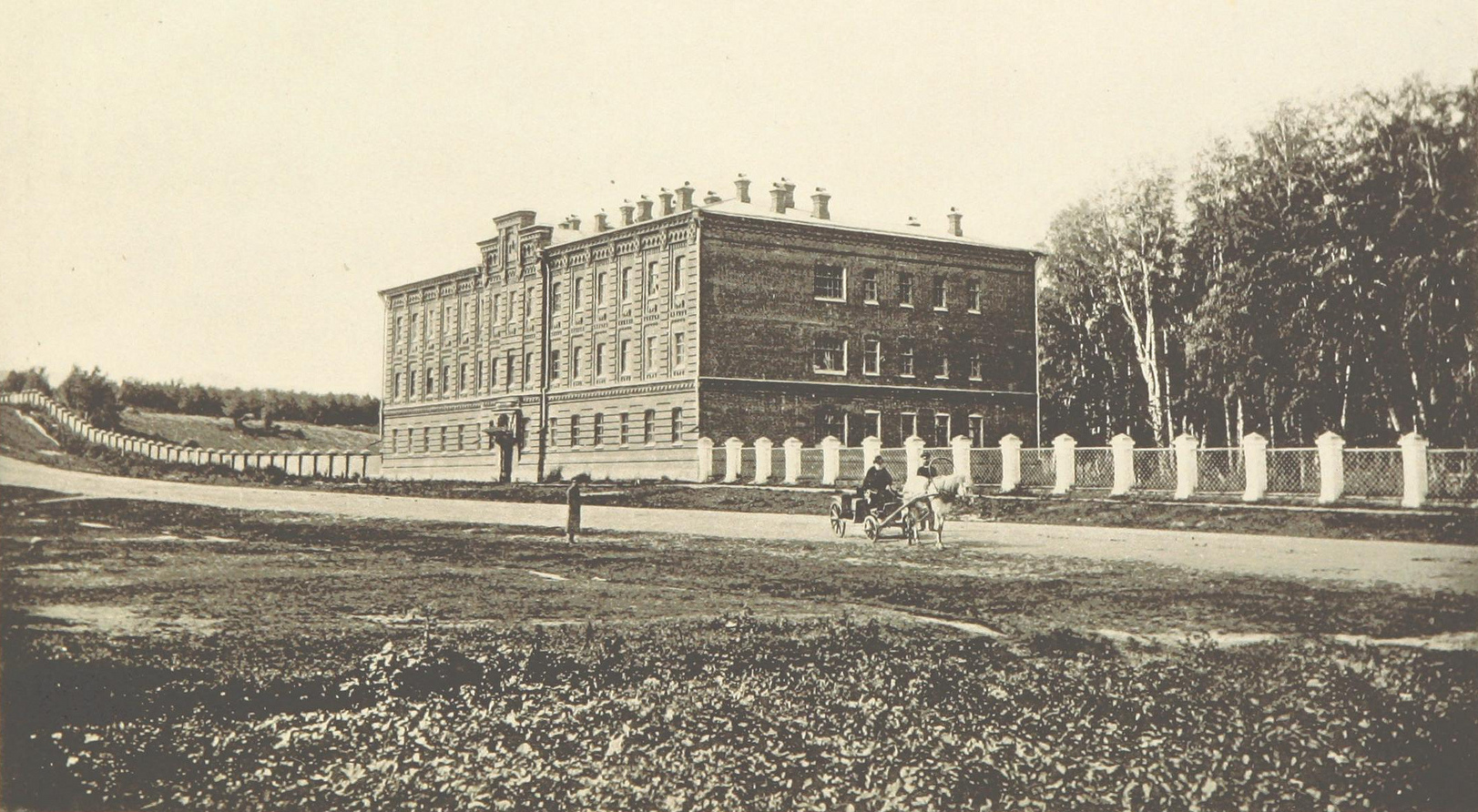
Первое здание общежития

Общежитие Императорского Томского университета было построено как одно из первых в России студенческих общежитий. Его строительство началось 10 (22) июля 1883 года по проекту Нарановича на частные пожертвования, в том числе от Александра Сибирякова, открылось оно 15 (27) августа 1888 года. Дом общежития изначально был рассчитан на 74 студента и обеспечивал благоприятные условия жизни того времени.
В 1903 году для временной эксплуатации открылось второе общежитие, расположенное на углу Большой Садовой и Евгеньевской улиц и рассчитанное уже на 150 студентов с обслуживающим персоналом. Оно было торжественно открыто ректором Поповым 13 (26) января 1903 года. К этому времени в общежитиях уже появилось паровое отопление, электроосвещение, душ и телефон. Во время Русско-японской войны здания первого и второго. Слева направо сидят: Н. Д. Либеров, Я. В. Плавинский, И. М. Левашев, М. Г. Курлов, Н. В. Вершинин. Стоят: В. П. Щербаков, А. В. Рязанов, П. А. Ломовицкийо общежитий были временно переоборудованы в госпитали для лечения раненых солдат. В 1907 году второе общежитие переоборудовали под

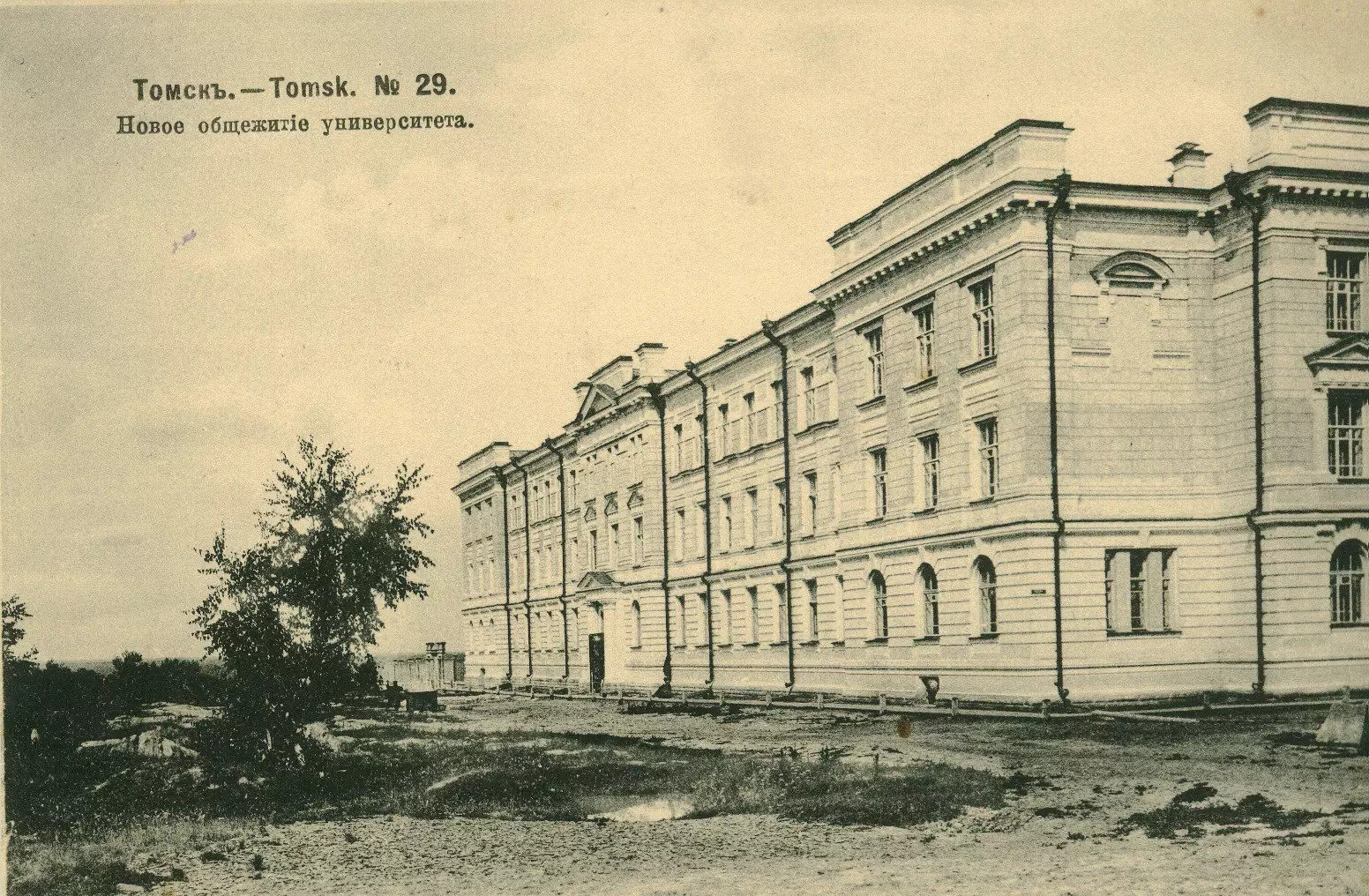
Второе здание общежития

госпитальные клиники университета. Оставшееся общежитие продолжило выполнять свои функции, в 1910-х годах фасад был перестроен.

## Профессора
Основная статья: Список профессоров Императорского Томского университета

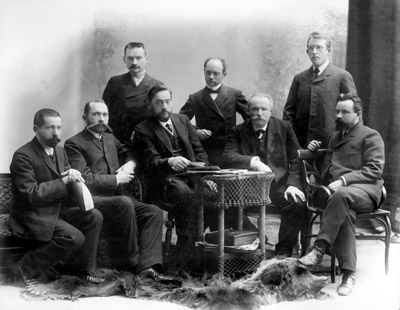
Профессора Императорского Томского университета. Слева направо сидят: Н. Д. Либеров, Я. В. Плавинский, И. М. Левашев, М. Г. Курлов, Н. В. Вершинин. Стоят: В. П. Щербаков, А. В. Рязанов, П. А. Ломовицкий

## Ректоры Императорского Томского университета
- Гезехус, Николай Александрович (1888—1889)[12]
- Догель, Александр Станиславович (1889)[13]
- Великий, Владимир Николаевич (1889—1893?)
- Судаков, Александр Иванович[14] (1893?—1894)
- Кащенко, Николай Феофанович (1894—1895)[15]
- Судаков, Александр Иванович (1895—1903)[16]
- Курлов, Михаил Георгиевич (1903—1906)[17]
- Сапожников, Василий Васильевич (1906—1909)
- Базанов, Иван Александрович (1909—1913)
- Попов, Михаил Фёдорович (1913—1916)
- Лященко, Пётр Иванович (1916)[18]
- Грамматикати, Иван Николаевич (1916—1917)[19]

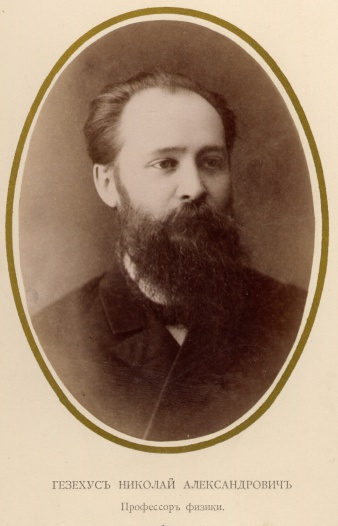
Николай Александрович Гезехус
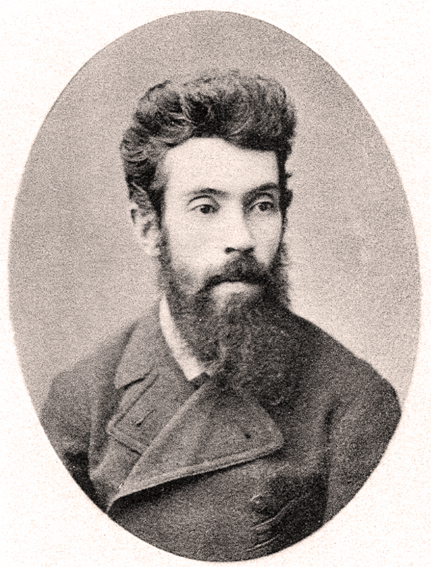
Александр Станиславович Догель
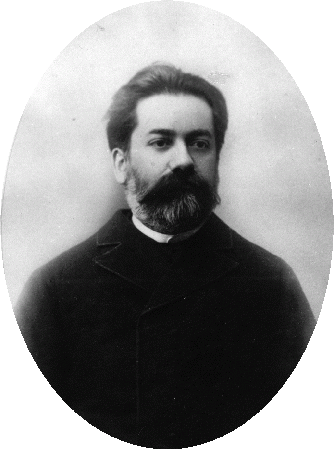
Владимир Николаевич Великий
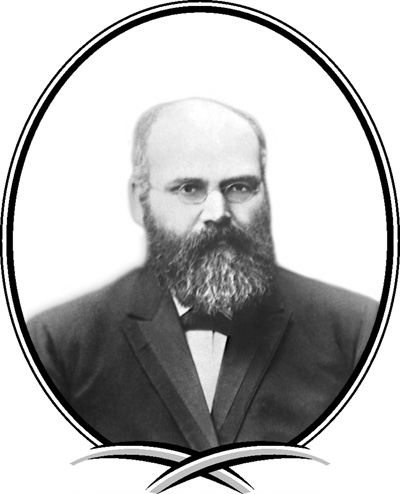
Александр Иванович Судаков
Николай Феофанович Кащенко
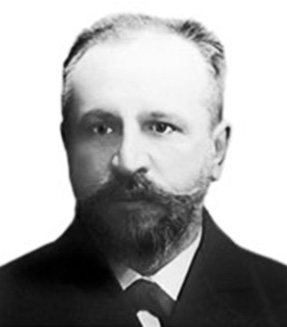
Михаил Георгиевич Курлов
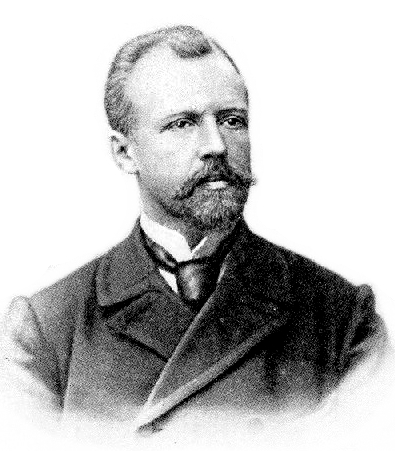
Василий Васильевич Сапожников
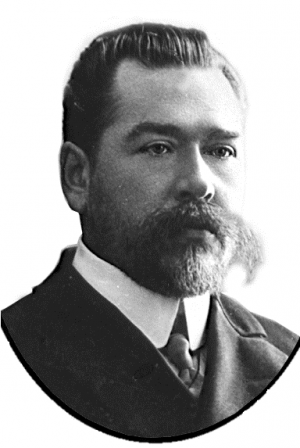
Иван Александрович Базанов
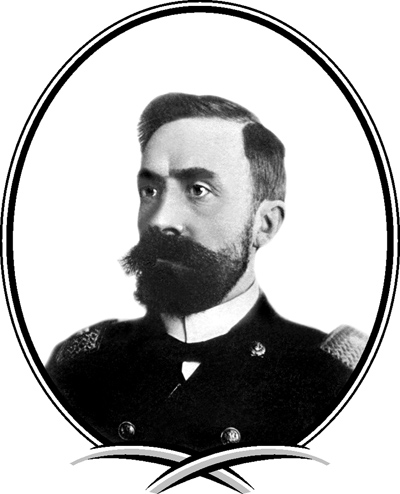
Михаил Фёдорович Попов
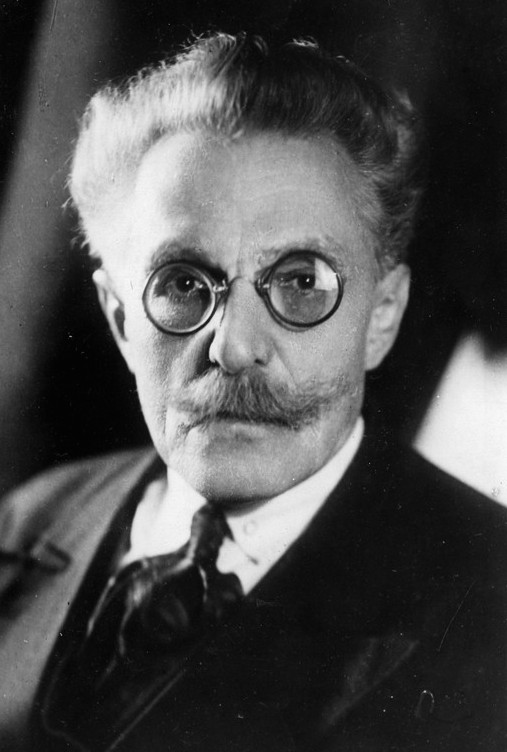
Пётр Иванович Лященко
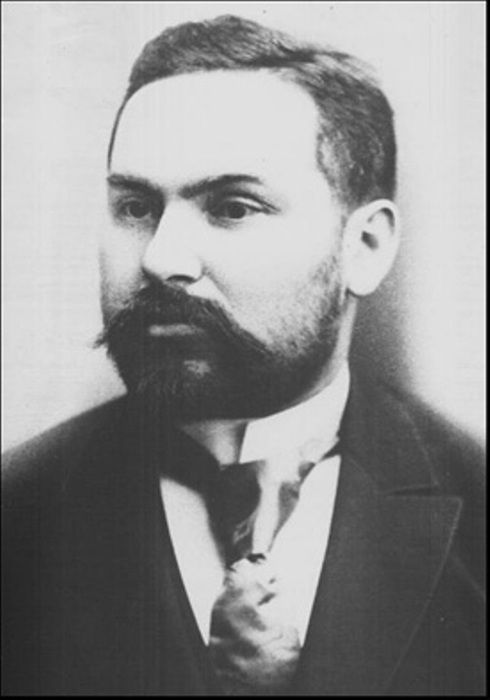
Иван Николаевич Грамматикати

## Почётные члены Императорского Томского университета
Почётный член университета — почётное звание, присваиваемое в знак признания особых заслуг в области науки и просвещения, было введено Уставом 1804 года. Университет получил право удостаивать этим званием людей, «прославившихся учением и дарованиями, как из природных россиян, так и из иностранцев».
Основная статья: Список почётных членов Императорского Томского университета

## Университетские общества
После разрешения российским университетам создавать учёные (научные) общества, при ИТУ были образованы:
- Общество естествоиспытателей и врачей
- Юридическое общество
- Акушерско-гинекологическое общество
- Общество этнографии, истории и археологии